# Torben Köhlbrandt

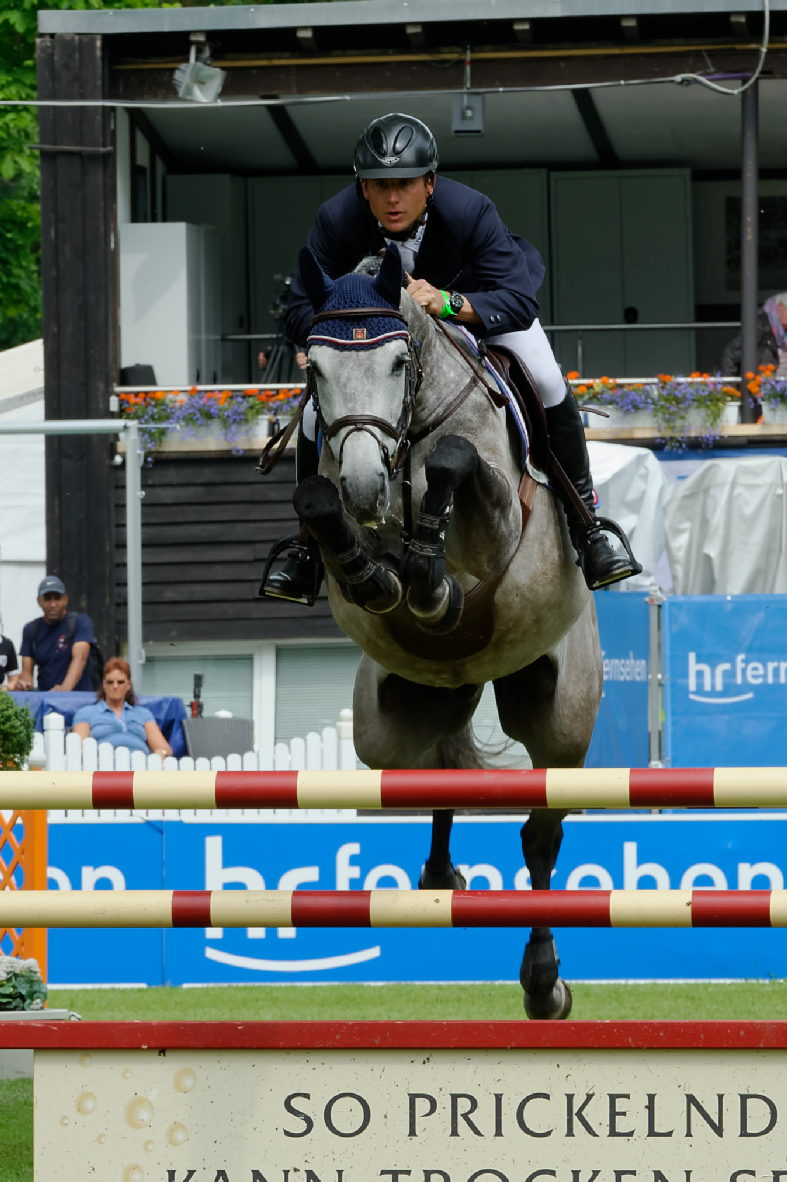
Torben Kühlbrandt auf Contecord beim CSIYH* in Wiesbaden 2015

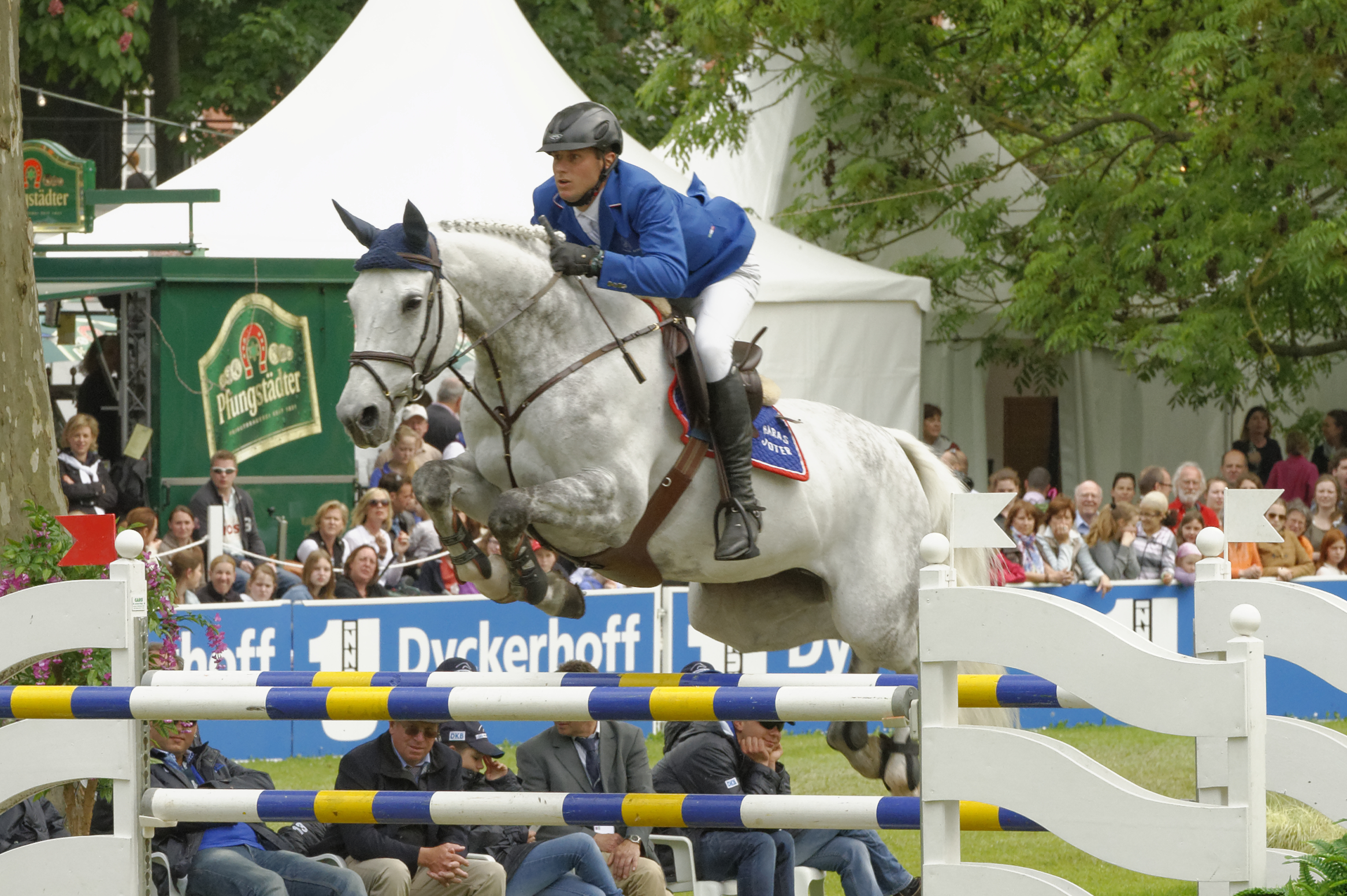
Torben Köhlbrandt auf Skala Internationalen PfingstTurnier Wiesbaden 2013

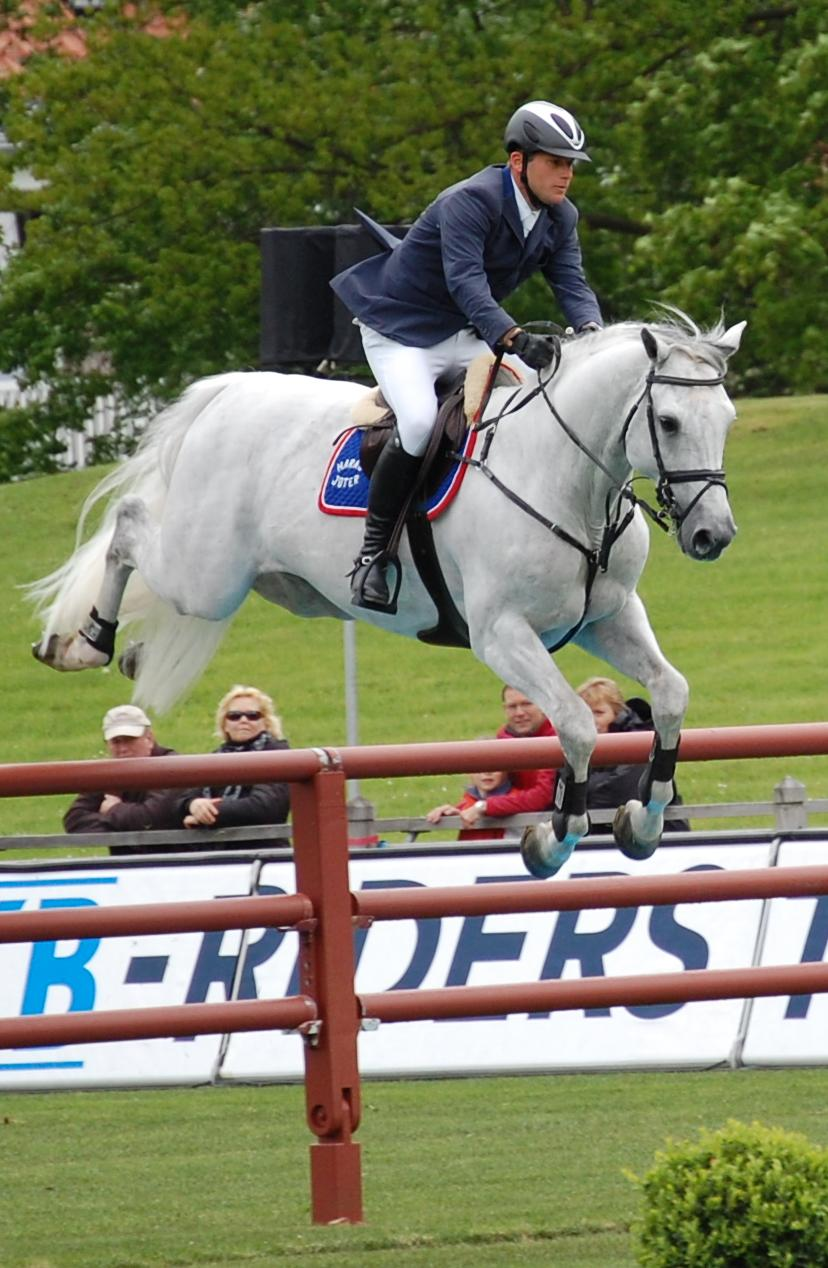
Torben Köhlbrandt mit C-Trenton Z bei der 1. Qualifikation zum Deutschen Spring-Derby 2012

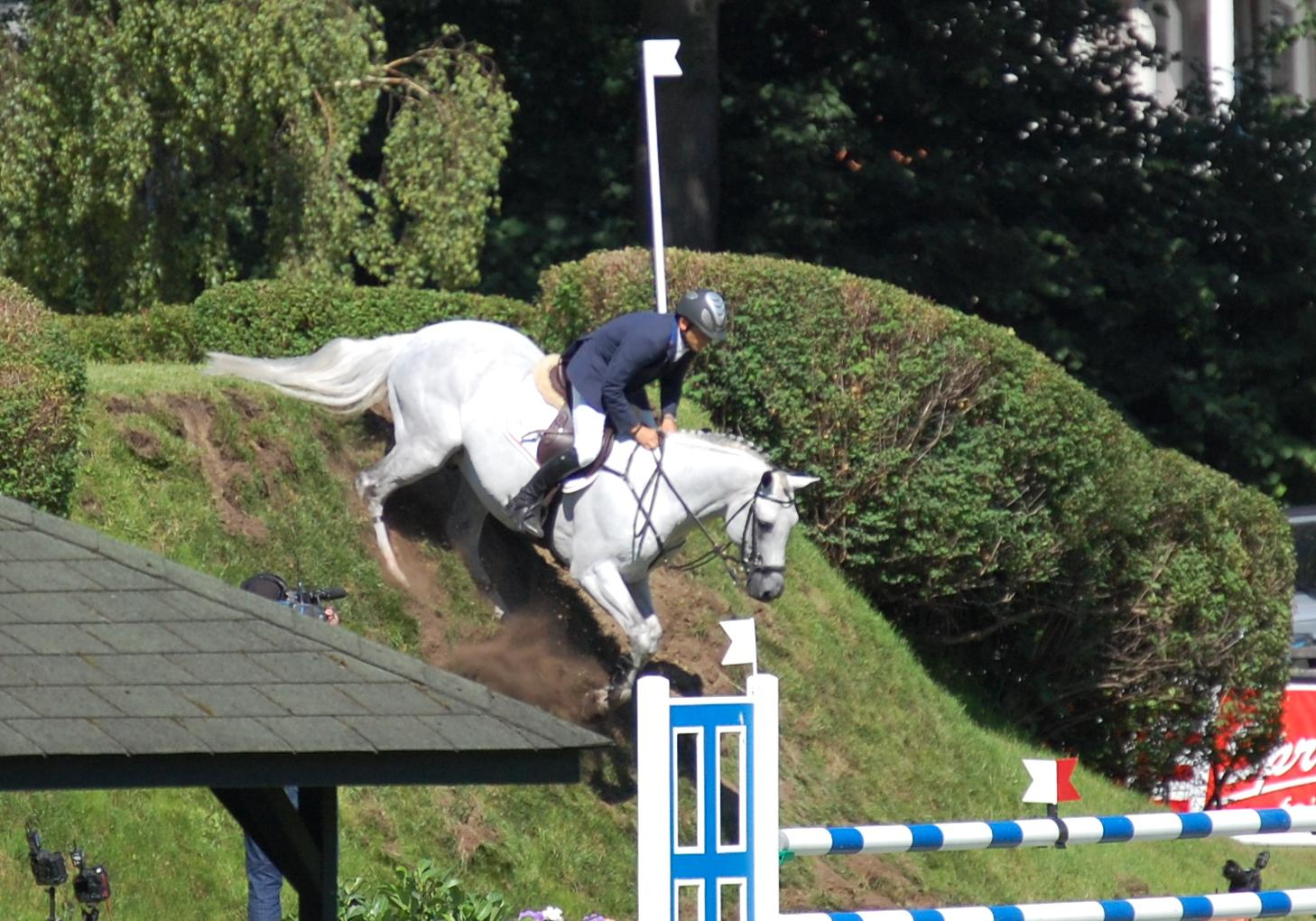
Ein Jahr zuvor: Torben Köhlbrandt überwindet mit C-Trenton Z den Wall.

Torben Köhlbrandt (* 26. Mai 1979 in Oldenburg in Holstein) ist ein deutscher Springreiter und Nationenpreisreiter.
Köhlbrandt wurde 1979 in Oldenburg in Holstein geboren und wuchs auf der Insel Fehmarn auf. 1999 beendete er seine Ausbildung zum Hotelkaufmann. Von 2000 bis 2002 arbeitete er als Bereiter im Stall Rauert auf Fehmarn. Von 2002 bis März 2009 war er als Bereiter in der Hengststation Maas Hell in Klein Offenseth-Sparrieshoop tätig. Im Jahr 2006 war er Landesmeister der Springreiter in Schleswig-Holstein, 2009 wurde er Vize-Landesmeister. Kurze Zeit arbeitete er mit Franke Sloothaak zusammen.
Ab 2009 führte er mit Heinrich-Hermann Engemann einen Stall in Ibbenbüren, in dem u. a. die Springreiterin Emma Augier de Moussac trainierte. Im Jahr 2011 zog sich Engemann aus der Firma zurück, da er durch seine Trainertätigkeit zu stark eingebunden war.
Köhlbrandt bildete unter anderem die Pferde Canturo, Chupa Chup und Conceot aus, die unter Bernardo Alves internationale Erfolge erzielen. Zu seinen Geschäftspartnern zählt unter anderem das Gestüt Haras Joter des Vorstandsvorsitzenden der Gerdau S.A., Jorge Gerdau Johannpeter. Die brasilianische Springreiterin Karina Harbich Johannpeter trainiert im Stall von Torben Köhlbrandt.
Köhlbrandt ritt bisher in fünf Nationenpreisen für Deutschland. Zu seinen größten Erfolgen zählt zudem ein zweiter Platz beim Deutschen Spring-Derby 2011 mit C-Trenton Z, den er auch im Folgejahr wiederholte.
Er trainiert bei Heinrich-Hermann Engemann (Co-Bundestrainer der Springreiter) sowie bei Manfred Kötter.

## Erfolge (in Auswahl)
Deutsche Meisterschaften:
- 2017, Balve: 8. Platz mit Aretino[3]

Landesmeisterschaften Schleswig-Holstein:
- 2004: 1. Platz[4]
- 2008: 2. Platz[5]

Weitere:
- 2003: 4. Platz im Nationenpreis von Zagreb (CSIO 4*) mit Acorado – erster Start in einem Nationenpreis[6]
- 2005: 6. Platz bei Bundeschampionat der sechsjährigen Springpferde mit Quite Capitol[4]
- 2007: 1. Platz im Großen Preis des Hengstturniers Zwolle (CSI 2*) mit Concept,[5] 2. Platz im Nationenpreis von Kopenhagen (CSIO 4*) mit Concept[5], 2. Platz im Nationenpreis von Prag (CSIO 4*-W) mit Quebec[5]
- 2008: 8. Platz im Nationenpreis von Kopenhagen (CSIO 4*) mit Quebec[7]
- 2009: 2. Platz im Großen Preis von Sachsen (CSN Zwickau) mit Pommerance[5]
- 2010: 3. Platz im Großen Preis von Hannover (CSI 3*) mit Picadilly Princess[5]
- 2011: 2. Platz im Deutschen Spring-Derby Hamburg (CSI 3*) mit C-Trenton Z[5]
- 2012: 3. Platz mit der deutschen Mannschaft im Nationenpreis von Porto Alegre (CSIO 4*-W) mit Skala
- 2013: 2. Platz im CSI 2*-Grand Prix von Villach mit Caretina
- 2015: 3. Platz im Großen Preis der 1. Woche der Sunshine Tour (CSI 2* Vejer de la Frontera) mit Balou

(Stand: 11. Juni 2017)

## Pferde
- C-Trenton Z (* 2000), Zangersheider Schimmelhengst, Vater: Carthago Z, Muttervater: Calypso II[9]
- Picadilly Princess (* 1998), braune Belgische Warmblut-Stute, Vater: Burggraaf, Muttervater: Romeo, bis Sommer 2010 von Heike Mueller und Takashi Haase geritten, zwischenzeitlich von Karina Johannpeter geritten, seit 2012 nicht mehr im internationalen Sport eingesetzt[10]
- Acorado (* 1994), brauner Holsteiner Hengst, Vater: Acord II, Muttervater: Corrado, nicht mehr im Sport aktiv[11]
- Quebec 19 (* 1996), brauner Oldenburger Hengst, Vater: Quick Star, Muttervater: Landgraf I, zuletzt 2008 im internationalen Sport eingesetzt[12]
- Concept 2 (* 1997), brauner Holsteiner Hengst, Vater: Concerto II, Muttervater: Langa Express, wurde ab 2010 von Marcel Ewen geritten[13]
- Quite Capitol (1999–2015), Holsteiner Schimmelhengst, Vater: Quidam de Revel, Muttervater: Capitano, Züchter: Harm Thormählen, 2011 nach Kolumbien verkauft[14][15][16]
- Pommerance 4 (* 1997), KWPN-Fuchshengst, Vater: Jus de Pomme, Muttervater: Lys de Darmen, ab 2011 von Andis Varna geritten[17]